# محمد عمارة
محمد عمارة مصطفى عمارة (27 رجب 1350 هـ/8 ديسمبر 1931 - 4 رجب 1441 هـ/28 فبراير 2020) هو مفكر إسلامي مصري، ومؤلف ومحقق وعضو مجمع البحوث الإسلامية بالأزهر، وعضو هيئة كبار علماء الأزهر، وعضو المجلس الأعلى للشؤون الإسلامية بمصر، ورئيس تحرير مجلة الأزهر حتى 16 يونيو 2015.

## نشأته ودراسته
ولد محمد عمارة في قرية صروة بريف مصر، التابعة لمركز قلين بمحافظة كفر الشيخ. وحفظ القرآن وجوَّده في كُتَّاب القرية. بدأت تتفتح وتنمو اهتماماته الوطنية والعربية وهو صغير. وكان أول مقال نشرته له صحيفة (مصر الفتاة) بعنوان (جهاد عن فلسطين). حصل على الليسانس في اللغة العربية والعلوم الإسلامية 1965 م من كلية دار العلوم بجامعة القاهرة. ثم حصل على الماجستير في العلوم الإسلامية تخصص فلسفة إسلامية من نفس الكلية عام 1970، حصل على الدكتوراه في العلوم الإسلامية تخصص فلسفة إسلامية عام 1975 من نفس الكلية.

## تحولاته الفكرية
مر الدكتور عمارة بتحولات فكرية عديدة، فيقول أكرم ذياب وقد نشر بحثا موسعا للرد على أفكار عمارة أن الأخير عاش سلسلة من التحولات الفكرية وقد مر بأطوار من الماركسية إلى الاعتزال فالسلفية إلى غير ذلك ويقول الدكتور محمد عباس: «إن محمد عمارة هو واحد من كوكبة لامعة صادقة هداها الله فانتقلت من الفكر الماركسي إلى الإسلام، وكانت هذه الكوكبة هي ألمع وجوه اليسار فأصبحت ألمع وجوه التيار الإسلامي، ودليلا على أن خياركم في الجاهلية خياركم في الإسلام.» ورغم تحولاته بقيت ظلال من الفكر الماركسي تمتزج عنده بما يوافقها من الفكر الإسلامي، حيث قال إن «الرأسمالية المتوحشة قد وضعت كل الإنسانية في مأساة عبثية لا أعتقد أن لها نظيرا في التاريخ».
من الطرائف التي جرت أثناء فترة تحول عمارة من الفكر الماركسي إلى الإسلامي، وحين سُجن فترة الستينيات، جمع رفاقه الماركسيين في مكان محدد للصلاة، سُمي هذا المكان بـ«مسجد الشيوعيين».
حصل على العديد من الجوائز والأوسمة والشهادات التقديرية والدروع، منها «جائزة جمعية أصدقاء الكتاب، بلبنان سنة 1972م»، وجائزة الدولة التشجيعية بمصر سنة 1976، ووسام العلوم والفنون من الطبقة الأولى بمصر، سنة 1976م، وجائزة علي وعثمان حافظ لمفكر العام سنة 1993م، وجائزة المجمع الملكي لبحوث الحضارة الإسلامية سنة 1997للميلاد، ووسام التيار الفكري الإسلامي القائد المؤسس سنة 1998م.

### مواقفه
كان عمارة من أشد المؤيدين لثورة 25 يناير التي أطاحت بحكم الرئيس الراحل حسني مبارك، إذ وصفها بـ «الملحمة الشعبية»، في حين اعتبر ما حدث في 3 من يوليو 2013 «جنوحا عن مدنية الدولة وانقلابا على مطالب الجماهير».

## الإنتاج العلمي
حقق لأبرز أعلام اليقظة الفكرية الإسلامية الحديثة، جمال الدين الأفغاني، ومحمد عبده، وعبد الرحمن الكواكبي، وألف الكتب والدراسات عن أعلام التجديد الإسلامي مثل: الدكتور عبد الرزاق السنهوري باشا، والشيخ محمد الغزالي، ورشيد رضا، وخير الدين التونسي، وأبو الأعلى المودودي، وسيد قطب، وحسن البنا، ومن أعلام الصحابة علي بن أبي طالب، كما كتب عن تيارات الفكر الإسلامي القديمة والحديثة وعن أعلام التراث من مثل غيلان الدمشقي، والحسن البصري.
من أواخر مؤلفاته في الفكر الحديث: الخطاب الديني بين التجديد الإسلامي والتبديل الأمريكاني، والغرب والإسلام _أين الخطأ..وأين الصواب؟، ومقالات الغلو الديني واللاديني، والشريعة الإسلامية والعلمانية الغربية، مستقبلنا بين التجديد الإسلامي والحداثة الغربية، أزمة الفكر الإسلامي الحديث، والإبداع الفكري والخصوصية الحضارية، وغيرها كثير.

### المناصب والإسهامات
أسهم في العديد من الدوريات الفكرية المتخصصة، وشارك في العديد من الندوات والمؤتمرات العلمية، ونال عضوية عدد من المؤسسات الفكرية والبحثية منها:
- المجلس الأعلى للشؤون الإسلامية بمصر.
- عضو مجمع البحوث الإسلامية بالأزهر.[7]
- عضو هيئة كبار علماء الأزهر.[7]
- رئيس تحرير مجلة الأزهر،[7] حتى 16 يونيو 2015، حيث تولى رئاسة تحرير المجلة لمدة أربع سنوات وكان توزيعها في 2011 حوالي 20 ألف، وبعد أربع سنوات وصل توزيعها إلى 70 ألف نسخة، كما قام بتحويلها من مجرد مجلة إلى مؤسسة نشر قامت بطباعة ونشر 50 كتابًا علميًا.[12]
- المعهد العالمي للفكر الإسلامي بواشنطن.
- مركز الدراسات الحضارية بمصر.
- المجمع الملكي لبحوث الحضارة الإسلامية مؤسسة (آل البيت) بالأردن.
- كما كان عضوا باللجنة التأسيسية لدستور 2012 في مصر.[7]

## أهم ما يميز فكره
إن أهم ما يميز فكره هو إيمانه ودفاعه عن وحدة الأمة الإسلامية، وتدعيم شرعيتها في مواجهة نفي البعض لها، حتى نعَت العلمانيون دكتور عمارة بأنه المنظًر للحركة الإسلامية، ويقول هو: 
| محمد عمارة | ذلك شرف لا أدًعيه وهم لا يقصدون منه المديح وإنما استعداء السلطات ضدي. | محمد عمارة |

وينتمي عمارة إلى المدرسة الوسطية ويدعو إليها، فيقول عنها إنها «الوسطية الجامعة» التي تجمع بين عناصر الحق والعدل من الأقطاب المتقابلة فتكوّن موقفا جديدا مغايرا للقطبين المختلفين ولكن المغايرة ليست تامة، فالعقلانية الإسلامية تجمع بين العقل والنقل، والإيمان الإسلامي يجمع بين الإيمان بعالم الغيب والإيمان بعالم الشهادة، والوسطية الإسلامية تعني ضرورة وضوح الرؤية باعتبار ذلك خصيصة مهمة من خصائص الأمة الإسلامية والفكر الإسلامي، بل هي منظار للرؤية وبدونه لا يمكن أن نبصر حقيقة الإسلام، وكأنها العدسة اللامعة للنظام الإسلامي والفكرية الإسلامية. والفقه الإسلامي وتطبيقاته فقه وسطي يجمع بين الشرعية الثابتة والواقع المتغير أو يجمع بين فقه الأحكام وبين فقه الواقع، ومن هنا فإن الله جعل وسطيتنا جعلا إلهيا: ﴿جَعَلْنَاكُمْ أُمَّةً وَسَطًا﴾.
وصف القرضاوي عمارة بـ «الحارس اليقظ المرابط على ثغور الإسلام» وهو نفس عنوان الكتاب الذي أشاد فيه القرضاوي بأفكار عمارة ودوره في الثقافة الإسلامية، والتصدي لكل الغلاة.

## مؤلفاته
ألف محمد عمارة ما مجموعه 147 كتابًا، منها تحقيق 13 عملًا كبيرًَا ابتداءً من الأعمال الكاملة لرفاعة الطهطاوي، وانتهاءً بكتاب السنة والبدعة للشيخ محمد الخضر حسين، كما ألف 5 كتب بالاشتراك مع آخرين، ومن أبرز مؤلفاته: 
1. الإسلام وفلسفة الحكم : 3 أجزاء.
2. التفسير الماركسي للإسلام.
3. المعتزلة ومشكلة الحرية الإنسانية.
4. معالم المنهج الإسلامي.
5. الإسلام والمستقبل.
6. نهضتنا الحديثة بين العلمانية والإسلام.
7. معارك العرب ضد الغزاة.
8. الغارة الجديدة على الإسلام.
9. جمال الدين الأفغاني بين حقائق التاريخ وأكاذيب لويس عوض.
10. الشيخ الغزالي: الموقع الفكري والمعارك الفكرية.
11. الوعي بالتاريخ وصناعة التاريخ.
12. التراث والمستقبل.
13. الإسلام والتعددية.
14. الإبداع الفكري والخصوصية الحضارية.
15. الدكتور عبد الرازق السنهوري باشا: إسلامية الدولة والمدنية والقانون.
16. الإسلام والسياسة: الرد على شبهات العلمانيين.
17. الجامعة الإسلامية والفكرة القومية.
18. قاموس المصطلحات الاقتصادية في الحضارة الإسلامية.
19. عمر بن عبد العزيز.
20. جمال الدين الأفغاني موقظ الشرق وفيلسوف الإسلام.
21. محمد عبده: تجديد الدنيا بتجديد الدين.
22. أبو الأعلى المودودي.
23. الأعمال الكاملة لرفاعة الطهطاوي، (تحقيق).
24. الأعمال الكاملة لجمال الدين الأفغاني، (تحقيق).
25. الأعمال الكاملة للشيخ محمد عبده، (تحقيق).
26. الأعمال الكاملة لعبد الرحمن الكواكبي، (تحقيق).
27. الأعمال الكاملة لقاسم أمين، (تحقيق).
28. الأعمال الكاملة لعلي مبارك، (تحقيق).
29. رسائل العدل والتوحيد، (تحقيق).
30. كتاب الأموال لأبي عبيد القاسم بن سلام، (تحقيق).
31. معركة المصطلحات بين الغرب والإسلام.
32. القدس الشريف رمز الصراع وبوابة الانتصار.
33. هذا إسلامنا: خلاصات الأفكار.
34. الصحوة الإسلامية في عيون غربية.
35. الغرب والإسلام.
36. أبو حيان التوحيدي.
37. ابن رشد بين الغرب والإسلام.
38. الانتماء الثقافي.
39. التعددية: الرؤية الإسلامية والتحديات الغربية.
40. صراع القيم بين الغرب والإسلام.
41. الدكتور يوسف القرضاوي: المدرسة الفكرية والمشروع الفكري.
42. عندما دخلت مصر في دين الله.
43. الحركات الإسلامية: رؤية نقدية.
44. المنهج العقلي في دراسات العربية.
45. النموذج الثقافي.
46. تجديد الدنيا بتجديد الدين.
47. الثوابت والمتغيرات في فكر اليقظة الإسلامية الحديثة.
48. نقض كتاب الإسلام وأصول الحكم.
49. التقدم والإصلاح بالتنوير الغربي أم بالتجديد الإسلامي.
50. الحملة الفرنسية في الميزان.
51. الحضارات العالمية: تدافع أم صراع.
52. إسلامية الصراع حول القدس وفلسطين.
53. القدس بين اليهودية والإسلام.
54. الأقليات الدينية والقومية: تنوع ووحدة أم تفتيت واختراق.
55. السنة النبوية والمعرفة الإنسانية.
56. خطر العولمة على الهوية الثقافية.
57. مستقبلنا بين العالمية الإسلامية والعولمة الغربية.
58. بين الغزالي وابن رشد.
59. الدين والدولة والمدنية عند السنهوري باشا.
60. هل المسلمون أمة واحدة.
61. الغناء والموسيقى حلال أم حرام.
62. أزمة العقل العربي.
63. المواجهة بين الإسلام والعلمانية.
64. تهافت العلمانية.
65. الحركة الإسلامية: رؤية مستقبلية.
66. القرآن.
67. محمد.
68. عمر بن الخطاب.
69. علي بن أبي طالب.
70. قارعة سبتمبر.
71. العرب والتحدي، سلسلة عالم المعرفة، الكويت، العدد 29.[13]
72. الإسلام وحقوق الإنسان، سلسلة عالم المعرفة، الكويت، العدد 89.[14]
73. معالم المشروع الحضاري في فكر الشيخ محمد الغزالي.
74. التشيع الفارسي المعاصر - خفايا المؤامرة.

تُرجمت العديد من كتبه إلى بعض اللغات الشرقية والغربية، مثل التركية، الملاوية، الفارسية، الأردية، الإنجليزية، الفرنسية، الروسية، الإسبانية، الألمانية والألبانية.

## الوفاة
توفي عمارة في مساء يوم الجمعة 28 فبراير عام 2020، حيث أعلن ابنه الدكتور خالد  عن وفاته بعد فترة من المرض لمدة ثلاثة أسابيع. وأُقيمت عليه صلاة الجنازة بعد ظهر يوم السبت 29 فبراير 2020 بمسجد الحمد بالتجمع الخامس بعد صلاة الظهر، ثم وُري الثرى في بلدته صروة بمحافظة كفر الشيخ. وقد نعت مشيخة الأزهر ومجمع البحوث الإسلامية بالأزهر وفاة عمارة، وقال الأزهر في بيان له: «أن رحيل الدكتور محمد عمارة ترك فراغًا يصعب ملؤه في صفوف كبار العلماء الذين يحملون على عاتقهم أمانة العلم، وصدق الكلمة.»، كما نعته جامعة الأزهر ممثلة في رئيسها وعمداء الكليات.

## وصلات خارجية
- محمد عمارة على موقع أرشيف الشارخ.
- مجموعة من المقالات لمحمد عمارة، موقع عمرو خالد
- قائمة كتب الدكتور محمد عمارة، دار الشروق
- كتب الدكتور محمد عمارة مترجمة الي اللغات الإنجليزية والفرنسية[وصلة مكسورة]، نيوفيجن للترجمة والثقافة
- محاضرة أهم الكتب الفكرية د محمد عمارة
- قائمة كتب الدكتور محمد عمارة، دار مفكرون الدولية للنشر والتوزيع.